# Mysidopsis robustispina
Mysidopsis robustispina är en kräftdjursart som beskrevs av Brattegard 1969. Mysidopsis robustispina ingår i släktet Mysidopsis och familjen Mysidae. Inga underarter finns listade i Catalogue of Life.